# Verbandsgemeinde Stromberg
La comunità amministrativa di Stromberg (Verbandsgemeinde Stromberg) era una comunità amministrativa della Renania-Palatinato, in Germania.
Faceva parte del circondario di Bad Kreuznach.
A partire dal 1º gennaio 2020 è stata unita alla comunità amministrativa di Langenlonsheim per costituire la nuova comunità amministrativa Langenlonsheim-Stromberg.

## Suddivisione
Comprendeva 10 comuni:
1. Daxweiler
2. Dörrebach
3. Eckenroth
4. Roth
5. Schöneberg
6. Schweppenhausen
7. Seibersbach
8. Stromberg (città)
9. Waldlaubersheim
10. Warmsroth

Il capoluogo era Stromberg.